# Éric Renaud
Pour les articles homonymes, voir Renaud (homonymie).
Éric Renaud, né le 30 mai 1961 à Créteil, est un céiste français. 

## Carrière
Éric Renaud est médaillé de bronze olympique de canoë biplace en course en ligne 1000 m en 1984 à Los Angeles, après avoir terminé quatrième lors de la même édition en C2 500 m.

## Palmarès
- Jeux olympiques de 1984 à Los Angeles (États-Unis) :
  -  Médaille de bronze en course en ligne C2 1000 m.

## Famille
Éric Renaud est le frère du céiste Philippe Renaud, le fils du céiste Marcel Renaud et le petit-neveu du cycliste Maurice Renaud.